# تپه کش رز
تپه کش رز مربوط به دوره ساسانیان است و در شهرستان قزوین، بخش رودبار شهرستان، روستای میلک واقع شده و این اثر در تاریخ ۲۵ اسفند ۱۳۷۹ با شمارهٔ ثبت ۳۱۳۷ به‌عنوان یکی از آثار ملی ایران به ثبت رسیده‌است.